# Gus Hill
Gus Hill (Gustave Metz; * 22. Februar 1858 in New York City; † 20. April 1937 ebenda) war ein US-amerikanischer Vaudevillekünstler und -produzent.
Gus Hill trat in seiner Jugend als Ringer auf und trat als Jongleur in Indian clubs auf. Von den 1880er bis in die 1920er Jahre betätigte er sich als Vaudevilleveranstalter. Die Stücke, die er auf die Bühne brachte, reichten vom Drama und der musikalischen Komödie über Vaudevilles (Gud Hill's Novelties) bis zur Burleske (Guss Hill's Aggregation und Gus Hill's Stars). Er führte auch afroamerikanische Revuen auf und arbeitete mit afroamerikanischen Truppen wie Smart Set. 
Um 1900 zählte Hill zu den Gründern der Columbia Amusement Company (Columbia Wheel), eines Zusammenschlusses von Vaudevillemanagern und -produzenten, der u. a. Sam A. Scribner, William S. Campbell, William S. Drew, John Herbert Mack, Harry Morris, L. Lawrence Weber und A. H. Woodhill angehörten. Vaudevillekünstler wie Weber&Fields, Montgomery&Stone und Eddie Cantor sammelten in seinen Shows ihre ersten Erfahrungen. Nach dem Niedergang von Columbia Wheel verlegte sich Hill auf die Produktion von cartoon theatricals, meist musikalischen Adaptionen von Comic Strips wie Mutt & Jeff und Bringing Up Father. 
Sie Komödie McFadden's Row of Flats wurde zweimal verfilmt: 1927 von Richard Wallace mit Charles Murray, Chester Conklin und Edna Murphy und 1935 von Ralph Murphy mit Walter C. Kelly, Andy Clyde, Richard Cromwell und Jane Darwell.